# 南畑村 (福岡県)
南畑村（みなみはたむら）は、福岡県筑紫郡にあった村。現在の那珂川市の一部。

## 地理
那珂川の上流域に位置していた。

## 歴史

### 沿革
- 1889年（明治22年）4月1日 - 町村制の施行により、那珂郡不入道村、成竹村、市ノ瀬村、埋金村、五ヶ山村、南面里村が合併して村制施行し、南畑村が発足[1][2]。
- 1891年（明治24年）- 大豪雨・山崩れ発生[1]。
- 1896年（明治29年）4月1日 - 郡の統合により筑紫郡に所属[1][3]。
- 1909年（明治42年）- 山崩れ発生、不入動橋・釣垂橋流失[1]。
- 1911年（明治44年）- 南畑発電所稼働[1]
- 1956年（昭和31年）4月1日 - 筑紫郡安徳村、岩戸村と合併し那珂川町を新設して廃止された[1][2]